# Колядин (Черниговская область)
Колядин (укр. Колядин) — село в Прилукском районе Черниговской области Украины на реке Лысогор. Население — 37 человек. Занимает площадь 5,04 км².
Код КОАТУУ: 7425380502. Почтовый индекс: 17252. Телефонный код: +380 4634.

## Власть
Орган местного самоуправления — Талалаевская поселковая община. Почтовый адрес: 17200, Черниговская обл., Прилукский р-н, пгт Талалаевка, ул. Вокзальная, 3.